# Carignan (Ardennes)
Pour l’article homonyme, voir Carignan.
Carignan, anciennement Yvoy ou Yvois jusqu'en 1662, est une commune française située dans le département des Ardennes, en région Grand Est.
Ses habitants sont appelés les Yvoisiens et les Yvoisiennes.

## Géographie

### Localisation
| Tétaigne         | Osnes    | Matton-et-Clémency |
| Euilly-et-Lombut | Carignan | Les Deux-Villes    |
| Vaux-lès-Mouzon  | Sailly   | Blagny             |

La commune est proche de la frontière belge, située à quelques kilomètres au nord-est : Matton-et-Clémency est une commune frontalière.

### Géologie et relief
Le point culminant du territoire de la commune se situe au Mont-Tilleul qui culmine à 293 m. La partie habitée de la commune se situe au pied de ce Mont-Tilleul, et est à une altitude variant entre 165 et 190 m.
Le territoire de la commune est sur des terrains liasiques. Les versants des collines reposent sur des sols calcaires, sableux, à bélemnites. Dans le fond des vallées, ces calcaires sont recouverts d'alluvions.

### Sismicité
Commune située dans une zone de sismicité faible.

### Hydrographie
La commune est dans le bassin versant de la Meuse au sein du bassin Rhin-Meuse. Elle est drainée par la Chiers, le ruisseau de l'Aulnois, le ruisseau de Matton, le ruisseau de Nonne, le ruisseau de l'Aunois, le ruisseau des Deux Villes et le ruisseau Rigel,.
La Chiers, d'une longueur de 127 km, prend sa source dans la commune de Mont-Saint-Martin et se jette  dans la Meuse à Remilly-Aillicourt, après avoir traversé 46 communes. Elle traverse la commune, coulant d'est en ouest, sur une longueur d'environ 4,3 km.

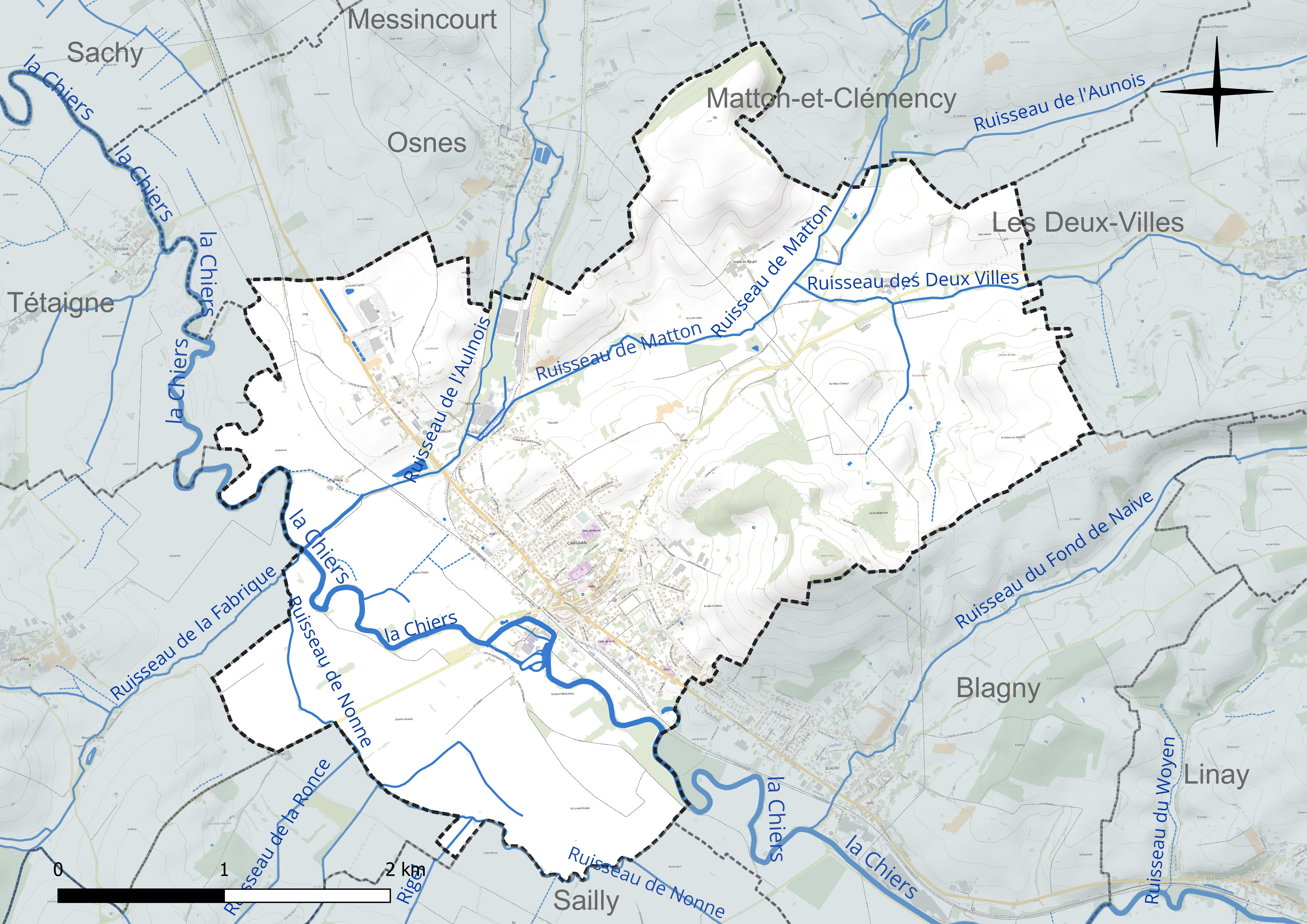
Réseau hydrographique de Carignan.

### Climat
Pour des articles plus généraux, voir Climat du Grand Est et Climat des Ardennes.
En 2010, le climat de la commune est de type climat de montagne, selon une étude du Centre national de la recherche scientifique s'appuyant sur une série de données couvrant la période 1971-2000. En 2020, Météo-France publie une typologie des climats de la France métropolitaine dans laquelle la commune est dans une zone de transition entre le climat océanique altéré et le climat océanique altéré et est dans la région climatique Lorraine, plateau de Langres, Morvan, caractérisée par un hiver rude (1,5 °C), des vents modérés et des brouillards fréquents en automne et hiver.
Pour la période 1971-2000, la température annuelle moyenne est de 10 °C, avec une amplitude thermique annuelle de 16,2 °C. Le cumul annuel moyen de précipitations est de 873 mm, avec 13 jours de précipitations en janvier et 9,3 jours en juillet. Pour la période 1991-2020, la température moyenne annuelle observée sur la station météorologique de Météo-France la plus proche, « Linay », sur la commune de Linay à 4 km à vol d'oiseau, est de 10,4 °C et le cumul annuel moyen de précipitations est de 969,0 mm. 
La température maximale relevée sur cette station est de 42 °C, atteinte le 25 juillet 2019 ; la température minimale est de −24 °C, atteinte le 9 janvier 1985,,.
| Mois                                  | jan.            | fév.           | mars         | avril         | mai         | juin            | jui.        | août           | sep.        | oct.          | nov.             | déc.           | année    |
| ------------------------------------- | --------------- | -------------- | ------------ | ------------- | ----------- | --------------- | ----------- | -------------- | ----------- | ------------- | ---------------- | -------------- | -------- |
| Température minimale moyenne (°C)     | −0,4            | −0,4           | 1,5          | 3,3           | 7,4         | 10,6            | 12,3        | 11,9           | 8,7         | 6,3           | 3,2              | 0,7            | 5,4      |
| Température moyenne (°C)              | 2,6             | 3,4            | 6,6          | 9,6           | 13,7        | 16,8            | 18,7        | 18,3           | 14,7        | 10,9          | 6,3              | 3,5            | 10,4     |
| Température maximale moyenne (°C)     | 5,6             | 7,2            | 11,7         | 16            | 20          | 23              | 25,1        | 24,7           | 20,7        | 15,4          | 9,5              | 6,3            | 15,4     |
| Record de froid (°C) date du record   | −24 09.01.1985  | −16,7 07.02.12 | −13 01.03.05 | −7,5 08.04.03 | −2 02.05.18 | −0,4 05.06.1991 | 4 31.07.15  | 1,8 29.08.1993 | −1 30.09.18 | −7 24.10.03   | −11,1 23.11.1998 | −14,5 20.12.09 | −24 1985 |
| Record de chaleur (°C) date du record | 16,9 05.01.1999 | 23 27.02.19    | 25 31.03.21  | 30 21.04.18   | 33 28.05.17 | 38 26.06.19     | 42 25.07.19 | 40 09.08.20    | 34 15.09.20 | 27,8 02.10.23 | 21 01.11.14      | 18 17.12.15    | 42 2019  |
| Précipitations (mm)                   | 103,8           | 81,6           | 71,4         | 58,4          | 70,7        | 75,2            | 74,4        | 80,6           | 63,5        | 82            | 87,8             | 119,6          | 969      |

| Diagramme climatique                                  |             |             |           |           |            |              |              |             |           |            |             |
| J                                                     | F           | M           | A         | M         | J          | J            | A            | S           | O         | N          | D           |
| 5,6−0,4103,8                                          | 7,2−0,481,6 | 11,71,571,4 | 163,358,4 | 207,470,7 | 2310,675,2 | 25,112,374,4 | 24,711,980,6 | 20,78,763,5 | 15,46,382 | 9,53,287,8 | 6,30,7119,6 |
| Moyennes : • Temp. maxi et mini °C • Précipitation mm |             |             |           |           |            |              |              |             |           |            |             |

Les paramètres climatiques de la commune ont été estimés pour le milieu du siècle (2041-2070) selon différents scénarios d'émission de gaz à effet de serre à partir des nouvelles projections climatiques de référence DRIAS-2020. Ils sont consultables sur un site dédié publié par Météo-France en novembre 2022.

### Intercommunalité
Commune membre de la Communauté de communes des Portes du Luxembourg.

## Urbanisme

### Typologie
Au 1er janvier 2024, Carignan est catégorisée bourg rural, selon la nouvelle grille communale de densité à 7 niveaux définie par l'Insee en 2022.
Elle appartient à l'unité urbaine de Carignan, une agglomération intra-départementale dont elle est ville-centre,. Par ailleurs la commune fait partie de l'aire d'attraction de Carignan, dont elle est la commune-centre,. Cette aire, qui regroupe 12 communes, est catégorisée dans les aires de moins de 50 000 habitants,.

### Occupation des sols
L'occupation des sols de la commune, telle qu'elle ressort de la base de données européenne d’occupation biophysique des sols Corine Land Cover (CLC), est marquée par l'importance des territoires agricoles (81,1 % en 2018), en diminution par rapport à 1990 (82,8 %). La répartition détaillée en 2018 est la suivante :
prairies (56,5 %), terres arables (22,9 %), zones urbanisées (16,6 %), forêts (2,3 %), zones agricoles hétérogènes (1,8%). L'évolution de l’occupation des sols de la commune et de ses infrastructures peut être observée sur les différentes représentations cartographiques du territoire : la carte de Cassini (XVIIIe siècle), la carte d'état-major (1820-1866) et les cartes ou photos aériennes de l'IGN pour la période actuelle (1950 à aujourd'hui).

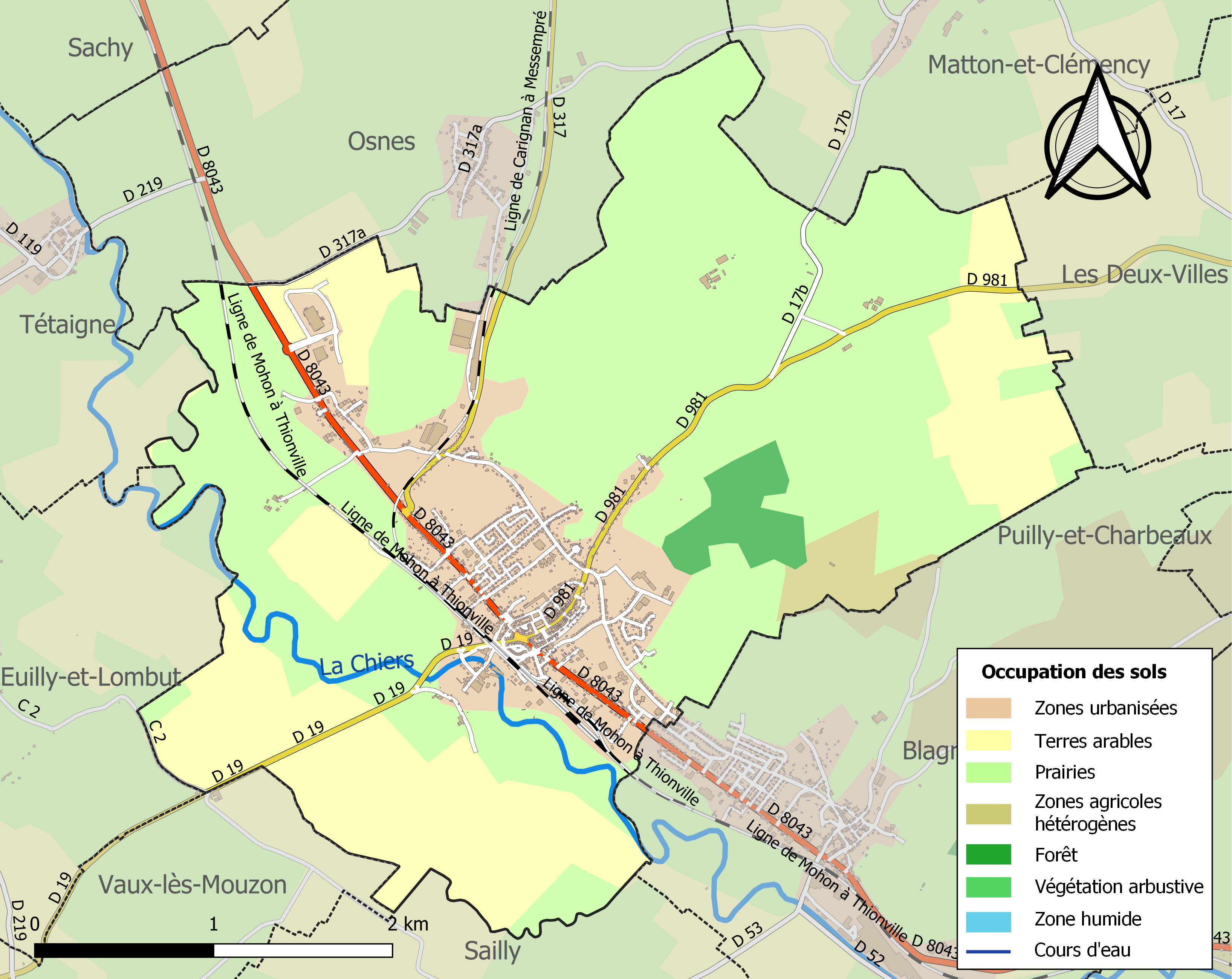
Carte des infrastructures et de l'occupation des sols de la commune en 2018 (CLC).

### Morphologie urbaine
Le cœur de la commune correspond à la cité historique, délimitée par des remparts au XVIIe siècle dont il reste quelques vestiges. Au centre de cette partie historique se dresse la collégiale Notre-Dame. La zone habitée s'est étendue après la Seconde Guerre mondiale, de façon significative jusqu'à la fin des années 1960, surtout en direction de Sedan, vers le nord-ouest et vers l'ancienne commune de Wé, devenu un hameau rattaché à Carignan, avec une continuité des habitations presque complète entre Carignan et Wé. Des lotissements ont également été créés dans les décennies suivantes, notamment dans la direction inverse, de Blagny.
D'anciens bâtiments industriels subsistent sur la Chiers, en dehors des anciens remparts, jouxtant la campagne, dont un moulin à blé qui enjambe la rivière et qui a cessé son activité en 1972, une filature de laine cardée arrêtée à la fin des années 1960, une usine de sélection de semences, s'élevant sur quatre niveaux, fermée peu après 1945, et une tréfilerie sur le ruisseau de l'Aulnois, en activité jusqu'en 1957 puis transformée en ferme.

### Logements
Selon les statistiques de l'INSEE de 2013, 91% des logements sont des résidences principales, 8% sont vacants et 1% sont des logements occasionnels ou des résidences secondaires. Deux tiers de ces logements sont des maisons, le dernier tiers étant des appartements. La construction des résidences principales a été finalisée à 51,8 % dans la période de 1946 à 1970, qui correspond également à une période de croissance démographique.

### Voies de communications et transports

#### Voies routières
Les principales voies de communication suivent le cours de la Chiers.
La commune est traversée par la route départementale D 8043, ancienne route nationale 381, qui longe la Chiers, et par la départementale D 19. La D 8043 conduit d'un côté à Sedan, et de l'autre à Montmédy. La D 19 relie notamment la commune à Mouzon (au sud-ouest) et mène dans le sens inverse à Florenville, en Belgique.

#### Transports en commun
- Fluo Grand Est.

##### SNCF
La gare de Carignan est une gare ferroviaire française de la ligne de Mohon à Thionville. Elle est desservie pour les voyageurs par des trains TER Champagne-Ardenne qui effectuent des missions entre les gares d'Épernay, ou de Reims, et de Carignan, ou de Longwy, ou de Metz.

## Toponymie
Le bourg est attesté sous le nom Epoisso au IVe siècle, Epossium selon Grégoire de Tours, des mots gaulois *epo (cheval) et *epotsos (« guerrier à cheval, cavalier ») pour un dérivé toponymique « Domaine du chevalier ». Puis le nom d'Evosio est mentionné vers 540, pour donner Ivoy au XVIIe siècle.
La prévôté d'Yvoy, aussi orthographié Yvoi, Ivois, Ivoi, Ivoix, en allemand Ipsch, change de nom lorsque Louis XIV l'érige en duché en faveur d'Eugène-Maurice de Savoie, fils du prince de Carignan en Piémont. Pendant la Révolution, la municipalité reprend le toponyme Ivoy,.
Jusqu'au milieu des années 1950, sa langue véhiculaire a été le lorrain et non plus le champenois contrairement à la majorité du reste des Ardennes.
Les habitants de Carignan ont conservé l'ancien gentilé d'Yvoisiens.

## Histoire

### Antiquité
Le nom Eposio ou Epoisso, d'origine celtique (Epo=cheval), permet d'envisager une occupation humaine antérieure à la période romaine. Le site de Carignan est occupé au moins depuis l'époque romaine. Il est connu des Romains sous le nom d'Epoisso Vicus. C'est aussi une étape sur la voie romaine Reims-Trèves et il figure comme telle dans L'Itinéraire d'Antonin. Pendant la reconstruction en 1949, après la Seconde Guerre mondiale, des vestiges architecturaux gallo-romains ont été mis au jour parmi lesquels une sculpture de Mercure tenant Bacchus et deux grands chapiteaux corinthiens. S'y ajoute la vaste villa de Maugré, au nord-est de la cité, le long du ruisseau de Matton, fouillée de 1976 à 1986.

### Moyen Âge
La cité est le chef-lieu du pagus Eponensis/Evodiensis. Elle est visitée par l'archevêque Maximin de Trèves au IVe siècle, et par Martin de Tours en 385 ou 386. Au VIe siècle, dans son Histoire des Francs, Grégoire de Tours raconte sa rencontre avec saint Walfroy à Yvois (Eposium Castrum). La ville possède un atelier monétaire mérovingien. Un comté d'Yvois, certainement héritier direct du pagus, est mentionné au Xe siècle.
En octobre 931, le roi Henri I. de Saxe ici signait un document à Iovis (Regesta Imperii II, no 36).[réf. nécessaire]
En août 1023, Yvois accueille une entrevue entre le roi Robert II le Pieux et l'empereur Henri II du Saint-Empire.
Au XIe siècle, Yvois fait partie du comté de Chiny, qui est probablement la continuation du comté d'Yvois. Elle en est la ville la plus importante, et une prévôté d'Yvois recouvre la cité et plusieurs villages des environs. Les comtes y séjournent souvent et elle est, jusqu'au XIIIe siècle, la véritable capitale du comté. Les comtes font frapper la majeure partie de leurs monnaies à Yvois et une manufacture de draps y est fondée en 1304. En 1340, la ville et sa prévôté sont vendues à Jean l'Aveugle, comte de Luxembourg. Devenu duché, le Luxembourg s'agrandit par l'achat du comté de Chiny, en 1364, par Venceslas Ier de Luxembourg avant d'appartenir aux ducs de Bourgogne.

### Temps modernes
La prévôté d'Yvois fait ensuite partie intégrante des Pays-Bas espagnols et Yvois est l'une des plus importantes places fortes du sud-Luxembourg. La France s'en empare après le siège de 1542 et en 1552 (le 23 juin, après un siège de six jours). Mais elle fait retour à l'Espagne en 1559 (traité du Cateau-Cambrésis). Ses fortifications sont alors démantelées puis reconstruites, sans doute au début du XVIIe siècle. Au cours de la guerre de Trente Ans, après avoir été assiégée deux fois en 1637 et 1639, par les troupes françaises du maréchal de Châtillon, la ville est rasée sur ordre de Richelieu et le site reste longtemps quasi-abandonné.
Yvois est annexée par la France en 1659 (article XXXVIII du traité des Pyrénées). En 1662, le territoire d'Yvois, correspondant approximativement à l'actuel canton de Carignan, est érigé en duché de Carignan par Louis XIV au profit d'Eugène-Maurice de Savoie, comte de Soissons, fils du prince de Carignan en Piémont et la ville perd son nom pour devenir Carignan. À la veille de la Révolution de 1789, le duché compte environ 9 000 habitants.
La famille de Savoie conserve le duché jusqu'en 1751, date à laquelle il est vendu à Louis Jean Marie de Bourbon, duc de Penthièvre. Sa fille reçoit le duché en dot lorsqu'elle épouse Philippe d'Orléans dit Philippe-Égalité qui en est le dernier possesseur.

### XIXesiècle
Grâce à ses industries, la ville se développe au cours du XIXe siècle. On y trouve un moulin, un laminoir, d'autres usines métallurgiques, une briqueterie et une filature. La ligne de chemin de fer de Sedan à Montmédy est ouverte en 1861. Napoléon III fait un bref séjour à Carignan le 30 août 1870 avant de gagner Sedan.

### XXesiècle
Pendant la Première Guerre mondiale, Carignan subit l'occupation allemande pendant quatre années. Le Dr Gairal, qui est maire de la commune, décède en déportation.
Lors de la Deuxième Guerre mondiale, la population quitta la ville devant l'avancée des forces allemandes et se retrouve dans l'ouest du pays. Les évacués peuvent regagner la ville après l'Armistice.
Pendant ce temps, le 12 mai 1940, les Français font sauter les ponts sur la Chiers avant l'arrivée des Allemands. Ceux-ci, du VII. Armee-Korps d'Eugen Ritter von Schobert arrivent le 13 mai 1940 au soir et tentent le lendemain matin de franchir la rivière entre Carignan et Tétaigne, depuis Carignan c'est la 71. Infanterie-Division (de Karl Weisenberger) qui attaque, ce qui provoque la réaction de l'artillerie française, notamment celle du III/20e régiment d'artillerie nord-africaine. Ces tirs touchent en particulier Carignan où les Allemands essayent de réparer le pont Alix. Le lieutenant Watelet du II/136e régiment d'infanterie de forteresse, unité qui défend le secteur face à Carignan, témoigne « nos 75 arrosent copieusement Carignan. Les toitures s'effondrent, des incendies se déclarent ici et là. Le spectacle est hallucinant ». L'attaque allemande échoue. Dans la nuit, sur ordre de Charles Huntziger, chef de la 2e armée dont elles dépendent, les unités françaises évacuent leurs positions sur la Chiers en aval de l'ouvrage de La Ferté où se poursuivront les combats. La ville est alors détruite à près de 90 %.
La commune a été décorée de la Croix de guerre 1939-1945.
Une habitante a par ailleurs été admise parmi les 4281 Justes parmi les nations de France pour avoir sauvé des personnes juives persécutées par le régime nazi et le gouvernement de Vichy : Odette Chauveau.

## Politique et administration

### Tendances politiques et résultats
Le parti socialiste a tenu la mairie de Carignan de 1937 à 2008, excepté durant la Seconde Guerre mondiale et le régime de Vichy. En 2008, une liste se disant apolitique et classée divers droite est devenue majoritaire, et a confirmé en 2014 en réunissant 69 % des voix.

### Rattachements administratifs et électoraux
Carignan appartient au département des Ardennes, au sein de la région Grand Est, et à la communauté de communes des Portes du Luxembourg. C'est un chef-lieu de canton. D'un point de vue électoral, ce canton de Carignan fait partie de la troisième circonscription des Ardennes.

### Jumelages
Weinsberg (Allemagne).

## Population et société

### Démographie

#### Pyramide des âges
Carignan forme avec les communes voisines de Blagny et d'Osnes une petite agglomération urbaine, l'unité urbaine de Carignan, qui avec 4 596 habitants en 2008 la classe au dixième rang départemental après celle de Fumay et avant celle de Nouvion-sur-Meuse.
L'évolution du nombre d'habitants est connue à travers les recensements de la population effectués dans la commune depuis 1793. Pour les communes de moins de 10 000 habitants, une enquête de recensement portant sur toute la population est réalisée tous les cinq ans, les populations de référence des années intermédiaires étant quant à elles estimées par interpolation ou extrapolation. Pour la commune, le premier recensement exhaustif entrant dans le cadre du nouveau dispositif a été réalisé en 2007.

En 2022, la commune comptait 2 745 habitants, en évolution de −5,61 % par rapport à 2016 (Ardennes : −2,97 %, France hors Mayotte : +2,11 %).
| 1793  | 1800  | 1806  | 1821  | 1831  | 1836  | 1841  | 1846  | 1851  |
| ----- | ----- | ----- | ----- | ----- | ----- | ----- | ----- | ----- |
| 1 373 | 1 313 | 1 394 | 1 468 | 1 382 | 1 673 | 1 792 | 1 812 | 1 839 |

| 1866  | 1872  | 1876  | 1881  | 1886  | 1891  | 1896  | 1901  | 1906  |
| ----- | ----- | ----- | ----- | ----- | ----- | ----- | ----- | ----- |
| 2 051 | 2 089 | 2 113 | 2 098 | 2 149 | 2 123 | 2 224 | 2 164 | 2 134 |

| 1911  | 1921  | 1926  | 1931  | 1936  | 1946  | 1954  | 1962  | 1968  |
| ----- | ----- | ----- | ----- | ----- | ----- | ----- | ----- | ----- |
| 2 216 | 1 987 | 2 257 | 2 338 | 2 472 | 1 712 | 2 720 | 3 403 | 3 674 |

| 1975  | 1982  | 1990  | 1999  | 2006  | 2007  | 2012  | 2017  | 2022  |
| ----- | ----- | ----- | ----- | ----- | ----- | ----- | ----- | ----- |
| 3 724 | 3 646 | 3 359 | 3 259 | 3 188 | 3 178 | 2 987 | 2 885 | 2 745 |

### Enseignement
La commune compte une école maternelle, une école primaire et un collège,.
Lycées à Bazeilles, Stenay, Sedan

### Santé
Grâce à la communauté de communes des Portes du Luxembourg, une maison de santé a ouvert ses portes le 29 février 2016, regroupant en un lieu des médecins généralistes, des infirmières libérales, des orthophonistes, et la Croix-Rouge française,.

### Sports et loisirs
Plusieurs clubs de sports existent sur la commune, notamment de gymnastique (étoile gymnique de Carignan), de tennis (Club Tennis Yvois Carignan), de tir à l'arc (Arc Club Carignan Mouzon ou ACCM), de boxe (Boxing Club), de football (Football Club Blagny Carignan) et de football en salle avec le COSEC et du handball (Yvois Carignan Handball).

### Cultes
- Culte catholique, Paroisse Saint-Géry en Yvois[52], Diocèse de Reims.

## Économie

### Revenus de la population et fiscalité
La commune compte, en 2013, 1 283 ménages fiscaux, et 42,5 % de ces ménages sont imposés.

### Budget et fiscalité 2021

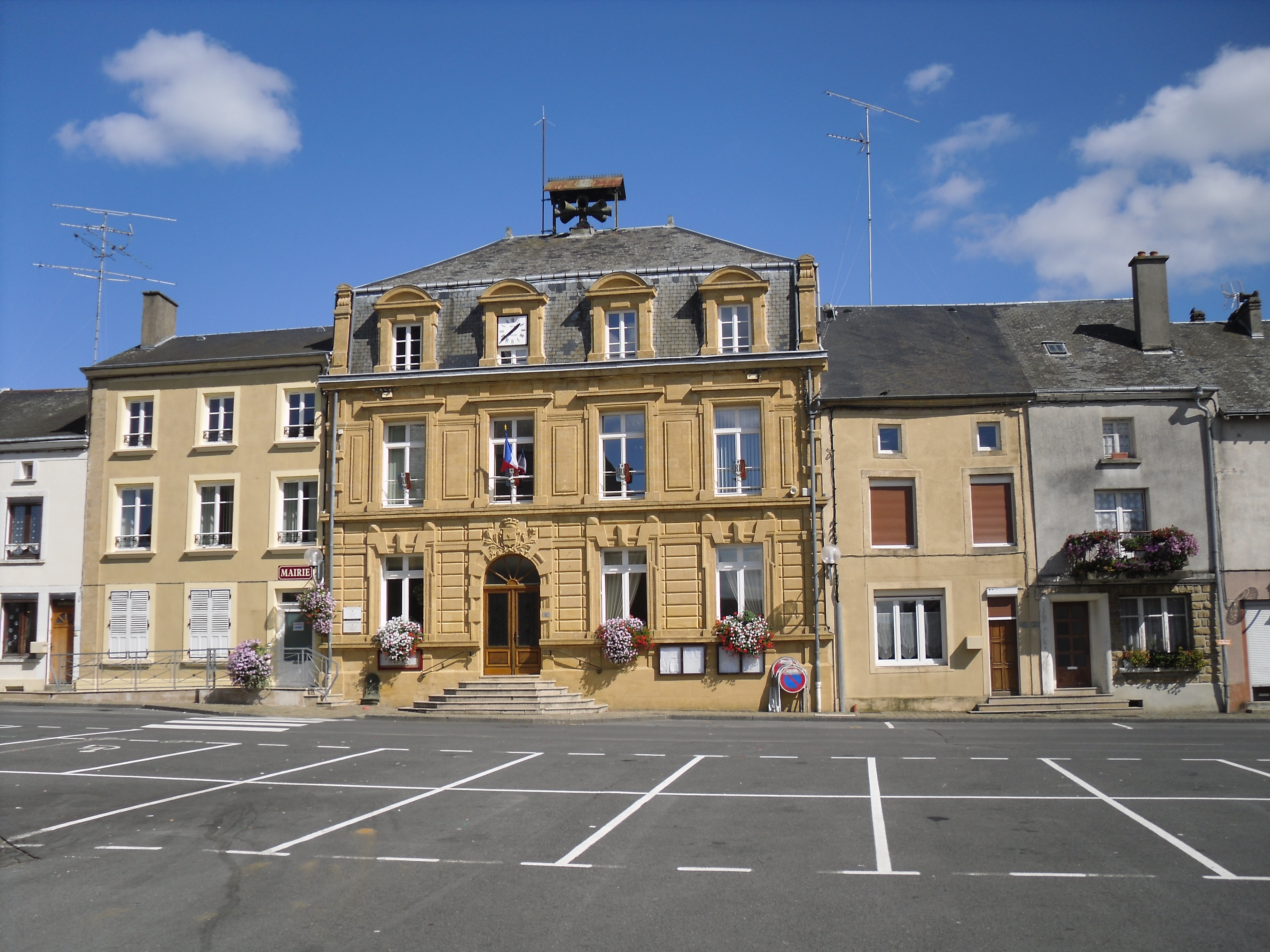
Mairie.

En 2021, le budget de la commune était constitué ainsi :
- total des produits de fonctionnement : 3 220 000 €, soit 1 101 € par habitant ;
- total des charges de fonctionnement : 2 479 000 €, soit 848 € par habitant ;
- total des ressources d'investissement : 676 000 €, soit 231 € par habitant ;
- total des emplois d'investissement : 721 000 €, soit 247 € par habitant ;
- endettement : 2 501 000 €, soit 855 € par habitant.

Avec les taux de fiscalité suivants :
- taxe d'habitation : 22,61 % ;
- taxe foncière sur les propriétés bâties : 44,16 % ;
- taxe foncière sur les propriétés non bâties : 33,00 % ;
- taxe additionnelle à la taxe foncière sur les propriétés non bâties : 0,00 % ;
- cotisation foncière des entreprises : 0,00 %.

Chiffres clés Revenus et pauvreté des ménages en 2020 : médiane en 2020 du revenu disponible, par unité de consommation : 19 190 €.

### Emploi
En 2013, les actifs ayant un emploi représentent 57,2 % de la population des 15-64 ans pour 59,5 en 2008. Les chômeurs représentent 11,5 % de cette population en 2013 pour 8,8 % en 2008. L'indicateur de concentration d'emploi est de 49,7 en 2013, ce qui signifie que la zone d'emploi offre un peu moins d'un emploi pour deux habitants actifs.
La répartition par catégories socioprofessionnelles de la population active est la suivante pour cette commune :
Répartition de la population active par catégories socioprofessionnelles
|                             | Agriculteurs | Artisans, commerçants, chefs d'entreprise | Cadres, professions intellectuelles | Professions intermédiaires | Employés | Ouvriers |
| --------------------------- | ------------ | ----------------------------------------- | ----------------------------------- | -------------------------- | -------- | -------- |
| Carignan en 2013            | 0,7 %        | 8,4 %                                     | 9,3 %                               | 19,0 %                     | 29,1 %   | 33,5 %   |
| Carignan en 2008            | 0,9 %        | 7,1 %                                     | 10,7 %                              | 20,2 %                     | 24,2 %   | 36,9 %   |
| Sources des données : INSEE |              |                                           |                                     |                            |          |          |

### Entreprises par secteur d'activité
Au 1er janvier 2015, Carignan compte 228 établissements actifs : 7 dans l’agriculture-sylviculture-pêche, 22 dans l'industrie, 9 dans la construction, 147 dans le commerce-transports-services divers et 43 relatifs au secteur administration publique, enseignement, santé, action sociale. Le secteur industriel qui moins de 10 % des établissements réunie 50 % des emplois. Deux de ces entreprises ont plus de 50 salariés, La Foulerie (fabrication de pièces métalliques pour le marché du roulement à billes), et Amphenol Air LB (fabrication de systèmes d'interconnexion électriques, d'accessoires de câblage et d'attachement).

## Culture locale et patrimoine

### Lieux et monuments
- Église Notre-Dame de Carignan. L'édifice a été classé au titre des monuments historiques en 1990[56].
- Église Saint-Pierre de Wé.

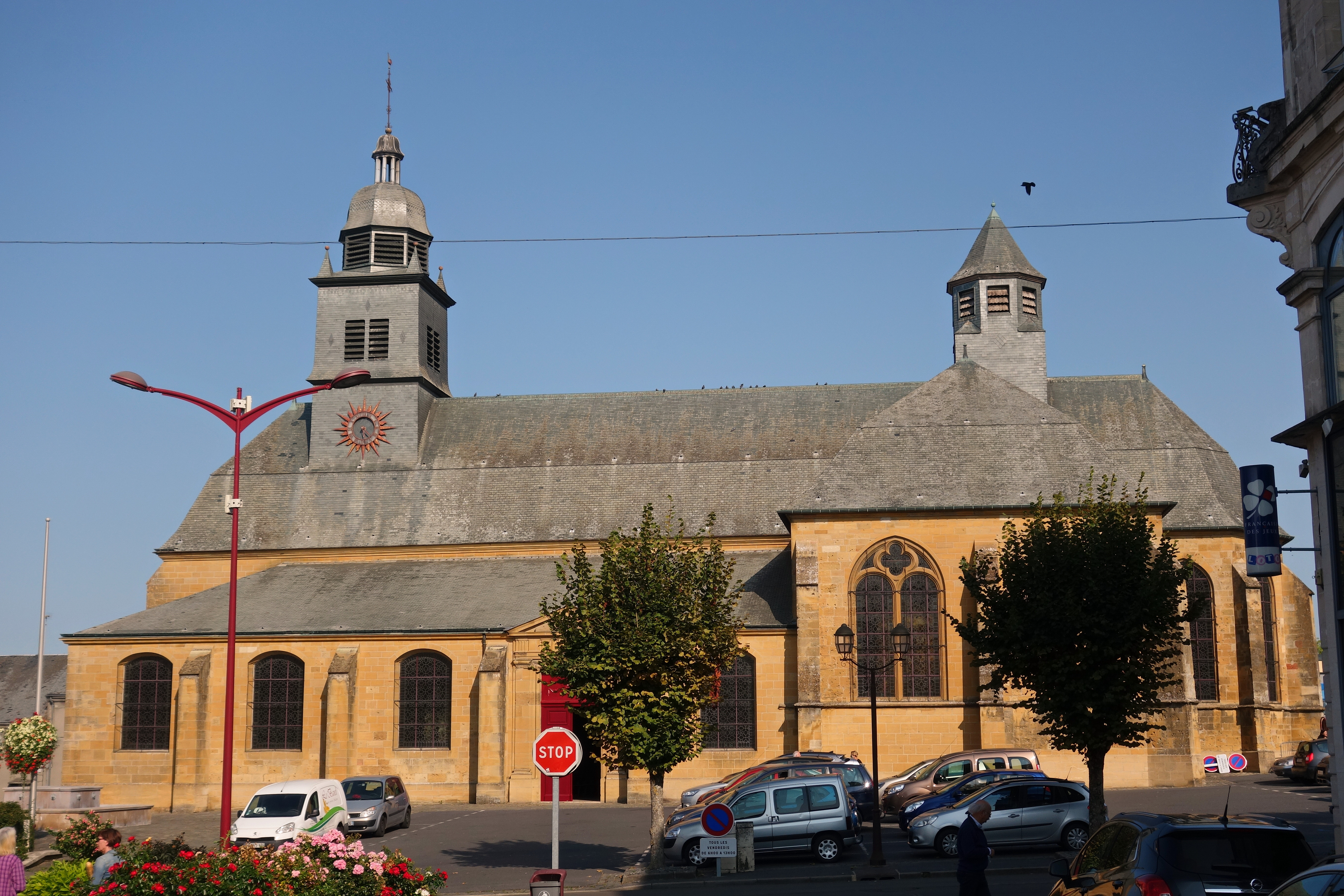
Église Notre-Dame, ancienne collégiale.
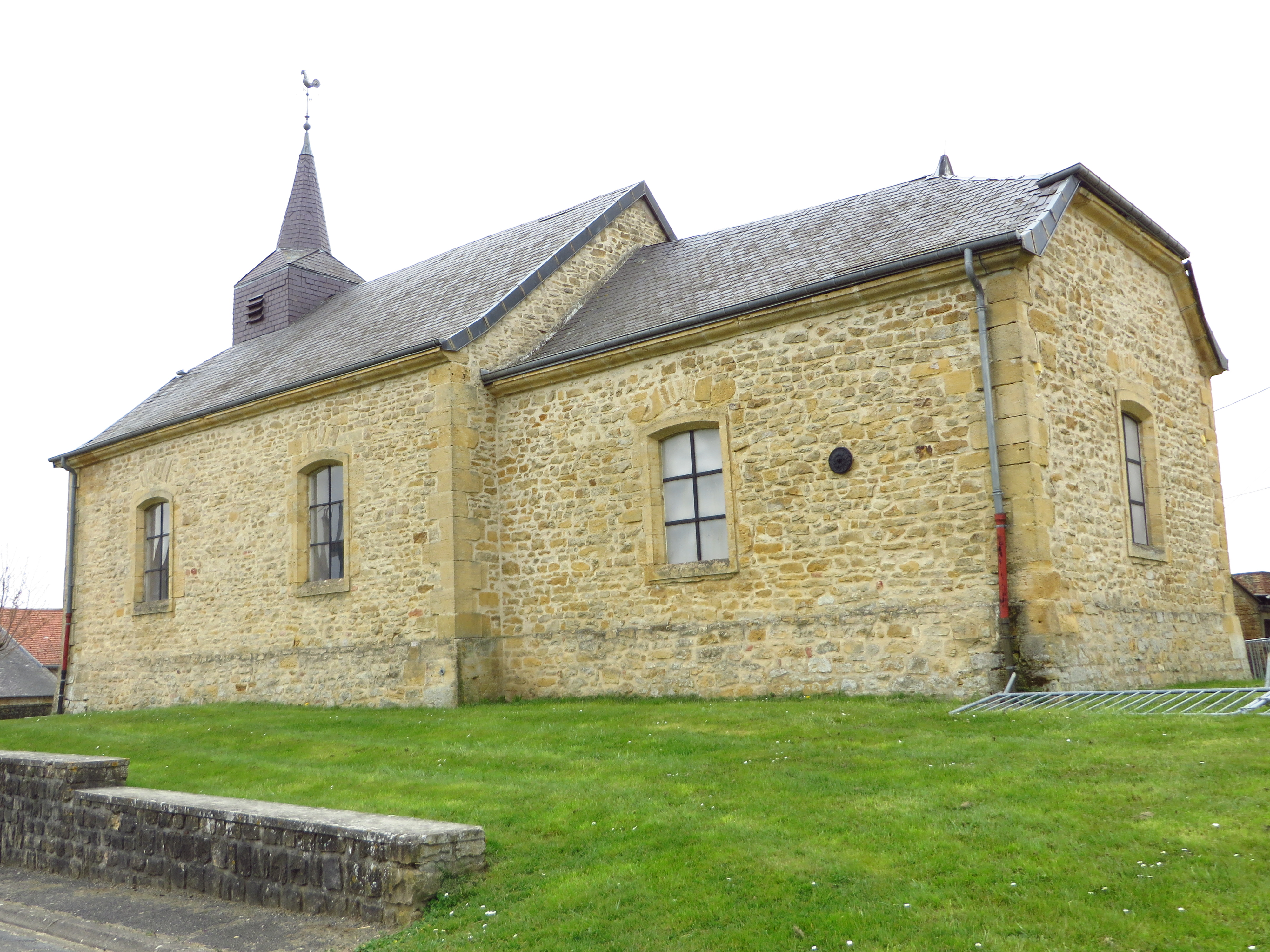
La chapelle Saint-Pierre de Wé.
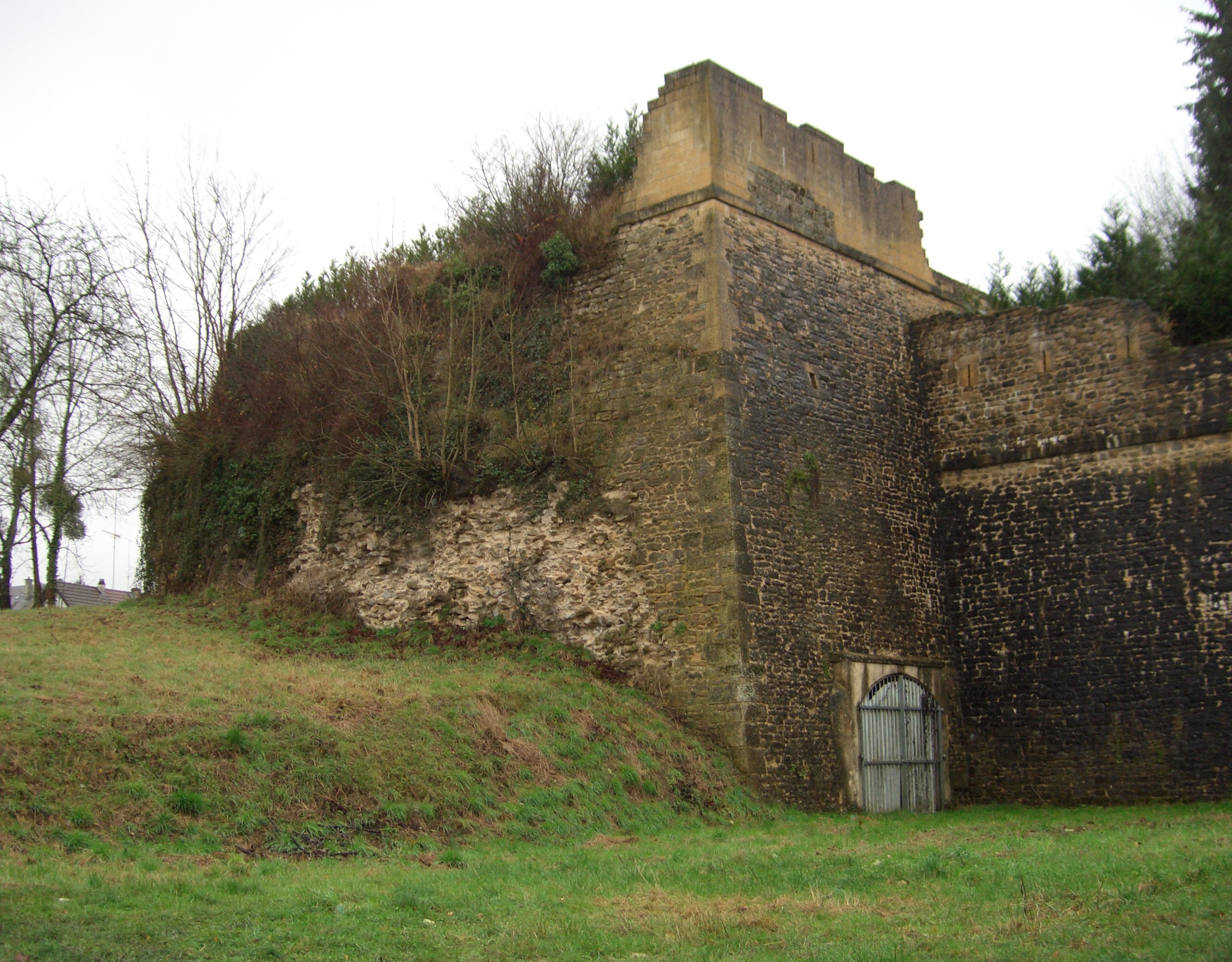
Bastion d'Orléans.
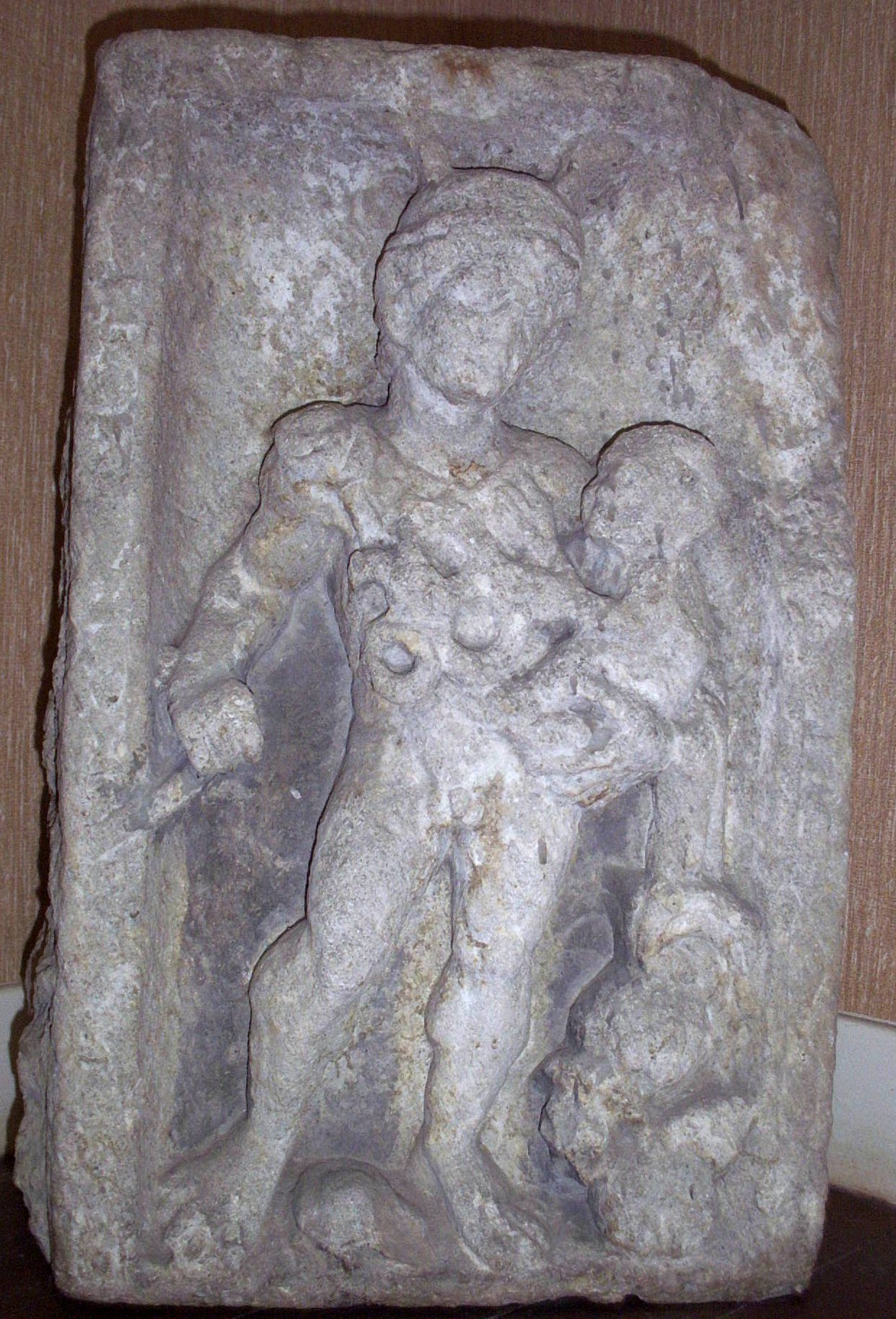
Mercure.

Parmi les monuments de la ville de Carignan peuvent être évoqués :
- Les vestiges des fortifications (XVIe - XVIIe siècle) dont l'escalier et le corps de garde de la porte de Bourgogne ; huit bastions (sur dix) subsistent encore, en plus ou moins bon état et trois d'entre eux ont conservé d'exceptionnelles casemates à étages du XVIe siècle, édifiées sous Charles Quint. L'édifice est inscrit sur l'inventaire supplémentaire des monuments historiques en 1988[57].

#### Édifices religieux
- La collégiale Notre-Dame, édifiée au Moyen Âge, remaniée plusieurs fois. Quatre vitraux gothiques ont été restaurés en 1982. Elle comporte également un portail datant de la Renaissance. Le clocher est une copie de celui de 1681. L'édifice est classé monument historique en 1990[58].
- La chapelle Saint-Pierre du hameau de Wé qui relevait du prieuré des Jésuites de Muno (Belgique). Reconstruite au XVIIIe siècle, elle contient de beaux retables baroques en bois avec chronogrammes.

#### Autres
Un Cercle historique et artistique yvoisien a été créé en 1982. C'est une association loi de 1901.
Un centre culturel est aménagé dans un ancien supermarché, à l'initiative de la municipalité, pour regrouper un pôle pour la petite enfance, un relais d'assistance maternelle, le club de maquette de Carignan, et une médiathèque,.
Monument aux morts et carré militaire,.

### Personnalités liées à la commune
- Géry de Cambrai (vers 540-619?), évêque de Cambrai, saint thaumaturge fêté le 11 août, y est né.
- Mathias Chardon (1695-1771), moine bénédictin à Saint-Arnould de Metz et historien de la liturgie catholique, y est né.
- Jean-Baptiste L'Écuy (1740-1834), dernier abbé général de l'ordre des Prémontrés avant la Révolution, est né à Carignan.
- Nicolas Bernard Guiot de Lacour (1771-1809), général de la Révolution et de l’Empire, est né à Carignan. Mortellement blessé à Wagram, son nom est gravé sur l'Arc de triomphe de l'Étoile et son buste figure dans la galerie des batailles du château de Versailles.
- Jules Visseaux (1854-1934), sculpteur primé à Paris en 1889, y est né.
- Jules Mazé (1865-1951), romancier, poète, historien, critique d'art et journaliste, y est né.
- Jeanne Mélin (1877-1964), pacifiste, féministe, écrivaine et femme politique, candidate à la présidence de la République en 1947 contre Vincent Auriol, est née à Carignan.

### Héraldique
| Blason de Carignan | Blason  | D’azur à la fasce d’or chargé d’un cœur du champ |
| Blason de Carignan | Détails | Ce blason ne date que de 1824 et a été attribué par Louis XVIII. De 1341 à 1659, la ville s'est servie du blason accordé en 1341 par Jean l'Aveugle : écu à quatre parties (écartelé) : Aux I et IV d'argent, au lion armé et lampassé de gueules à queue fourchue, aux II et III burelé d'argent et d'azur à dix pièces, au lion armé et lampassé de gueules à queue simple. Le statut officiel du blason reste à déterminer. |